# David Strijbos
David Strijbos   (Venlo, 8 de novembre de 1967), més conegut com a Dave Strijbos, és un expilot de motocròs neerlandès, Campió del món de 125cc el 1986 amb Cagiva.

## Trajectòria esportiva
Strijbos començà la seva carrera de a edat molt primerenca i ràpidament fou campió en la categoria de 50 cc. A dotze anys es va estrenar amb una motocicleta de 125 cc, apuntant ja aleshores un talent excepcional. El 1984, patrocinat per l'excampió neerlandès Gerrit Wolsink, participà en el Mundial de 125cc i ja va guanyar el seu primer Gran Premi, al circuit de Sint Anthonis. La temporada següent, 1985, acabà subcampió del món de 125 cc i un any després, el 1986, esdevingué el campió del món més jove amb Cagiva, tot eclipsant els seus rivals Eric Geboers i Georges Jobé.
El 1987 tingué una lesió a l'espatlla que se li complicà, però tot i així aconseguí un altre subcampionat en la categoria dels 125cc. Els anys 1988 i 1992 repetiria aquest resultat.

## Palmarès al Campionat del Món
| Any  | Motocicleta | 250cc | 125cc |
| ---- | ----------- | ----- | ----- |
| 1984 | Honda       | -     | 6è    |
| 1985 | Honda       | -     | 2n    |
| 1986 | Cagiva      | -     | 1r    |
| 1987 | Cagiva      | -     | 2n    |
| 1988 | Cagiva      | -     | 2n    |
| 1989 | Suzuki      | -     | 7è    |
| 1990 | Kawasaki    | 5è    | -     |
| 1991 | Suzuki      | 7è    | -     |
| 1992 | Honda       | -     | 2n    |
| 1993 | Honda       | -     | 3r    |
| 1994 | Suzuki      | -     | 4t    |
| 1995 | Suzuki      | -     | 8è    |